# Landschaftsschutzgebiet Talraum von Selbecke, Königswasser und Schlöterbach mit angrenzendem Magergrünland
Das Landschaftsschutzgebiet Talraum von Selbecke, Königswasser und Schlöterbach mit angrenzendem Magergrünland mit 75,4 ha Flächengröße liegt westlich von Hagen (Sundern) im Stadtgebiet von Sundern im Hochsauerlandkreis. Es wurde 1993 mit dem Landschaftsplan Sundern durch den Kreistag des Hochsauerlandkreises erstmals mit dem Namen Landschaftsschutzgebiet Talraum von Selbecke, Königswasser und Schlöterbach südwestlich Hagen als Landschaftsschutzgebiet (LSG) mit einer Flächengröße von 50,62 ha ausgewiesen. Bei der Neuaufstellung des Landschaftsplanes Sundern wurde es mit verändertem Namen als Landschaftsschutzgebiet vom Typ C, Wiesentäler und bedeutsames Extensivgrünland, erneut ausgewiesen und deutlich vergrößert. Das LSG besteht aus drei Teilflächen. Im Bereich des Schlöterbaches trennen zwei Bauernhöfe das LSG. Am Westhang des Berges Stuhlhahn liegt eine weitere Teilfläche, die auch als gesetzlich geschützte Biotope nach § 30 BNatSchG festgesetzt ist. Dieses gesetzlich geschützte Biotope mit der Nummer GB- 4713-413 wurde als artenreiche Magerwiesen-/weiden kartiert und hat eine Flächengröße von 0,77 ha Das LSG gehört zum Naturpark Sauerland-Rothaargebirge.

## Beschreibung
Das LSG umfasst Grünlandflächen im Talraum der Bäche Selbecke, Königswasser und Schlöterbach mit angrenzendem Hangmagergrünland.

## Schutzzweck
Die Ausweisung erfolgte zur Sicherung und Erhaltung der natürlichen Erholungseignung und der Leistungsfähigkeit des Naturhaushaltes gegenüber den vielfältigen zivilisatorischen Ansprüchen an Natur und Landschaft. Das LSG dient der Ergänzung bzw. Pufferzonenfunktion der strenger geschützten Teile dieses Plangebietes durch den Schutz ihrer Umgebung vor Einwirkungen, die den herausragenden Wert dieser Naturschutzgebiete und Schutzobjekte mindern könnten und Sicherung der Kohärenz und Umsetzung des europäischen Schutzgebietssystems Natura 2000.

## Rechtliche Vorschriften
Wie in den anderen Landschaftsschutzgebieten vom Typ C im Stadtgebiet besteht im LSG ein Verbot, Bauwerke zu errichten. Vom Verbot ausgenommen sind Bauvorhaben für Gartenbaubetriebe, Land- und Forstwirtschaft. Die Untere Naturschutzbehörde kann Ausnahme-Genehmigungen für Bauten aller Art erteilen. Wie in den anderen Landschaftsschutzgebieten vom Typ B in Sundern besteht im LSG ein Verbot der Erstaufforstung und Weihnachtsbaum-, Schmuckreisig- und Baumschul-Kulturen anzulegen. Grünland und Grünlandbrachen dürfen nicht in Acker oder andere Nutzungen umgewandelt werden.